# Engelbert (Ebrach)
Engelbert († nach 1236) war von 1220 bis zu seiner Resignation 1236 Abt des Zisterzienserklosters in Ebrach.

## Leben
Über das Leben des Abtes Engelbert ist fast nichts bekannt. Er wurde im 12. Jahrhundert wohl im fränkischen Raum geboren. Die Eltern des späteren Abtes sind unbekannt, auch über etwaige Geschwister schweigen die Quellen. Der Vorgänger des Prälaten, Eberhard, resignierte 1219 auf die Abtei und die Mönche wählten Engelbert 1220 zu seinem Nachfolger. Engelbert wurde achter Abt des Steigerwaldklosters und begann bald die Güter zu mehren.
So ist 1225 eine Schenkung des Grafen Rupert II. zu Castell überliefert, in der er dem Kloster das Gut Kaltenhausen an der Fähre bei Fahr am Main übereignete. Der Abt erwarb später mehrere Güter in Unterspiesheim. Kaiser Friedrich II. spendete der Abtei zusätzlich noch die Pfarrei Schwabach im heutigen Mittelfranken, die mit einigen Gütern ausgestattet war. Abt Engelbert resignierte im Jahr 1236 und starb später an einem unbekannten Ort.